# Dave Cousins
Pour les articles homonymes, voir Cousins (homonymie).
Dave Cousins, né David Joseph Hindson le 7 janvier 1940 à Hounslow (Middlesex) et mort le 13 juillet 2025 à l'hospice des pèlerins de Canterbury (Kent), est le leader, guitariste, chanteur et le membre le plus actif du groupe britannique The Strawbs depuis 1964.

## Carrière
Dave Cousins détient un diplôme universitaire en statistiques et mathématiques pures de l'Université de Leicester. Il a aussi poursuivi une carrière en radio : il a été producteur pour la Denmark Radio de 1969 à 1979, programmeur pour Radio Tees de 1980 à 1982 et finalement directeur du management pour la radio Devon Air de Devon en Angleterre de 1982 à 1990.
Pour ce qui est de sa carrière musicale, il a d'abord formé le trio The Strawberry Hills Boys en 1964 alors qu'il est toujours étudiant au St Mary's Teacher Training College sur Strawberry Hill, à Twickenham, au sud ouest de Londres. Les deux autres musiciens étaient Tony Hooper à la guitare et au chant ainsi que Ron Chesterman à la contrebasse. À l'époque, le trio joue surtout du bluegrass et évolue progressivement vers le folk et le folk rock à partir de 1967 lorsqu'ils changent le nom du groupe pour The Strawbs. En 1966 curieusement parait un album de Steve Benbow intitulé Songs of Ireland de Steve Benbow & Strawberry Hills Boys sur label Monitor, avec David Cousins au banjo. Les deux autres membres du groupe sont relégués aux chœurs ; cet album a été depuis réédité sur CD en 2011. Puis plus tard, alors qu'ils se trouvent au Danemark en 1967, le groupe enregistre 13 chansons avec la chanteuse britannique Sandy Denny qui ne seront publiées qu'en 1973 sur l'album Sandy Denny and The Strawbs. C'est sur cet album qu'on peut entendre la première version de la composition de Sandy, Who knows where the time goes?. Sandy quitte The Strawbs pour rejoindre le groupe Fairport Convention en remplacement de leur chanteuse Judy Dyble. Puis les Strawbs deviennent le premier groupe britannique à être signé pour un contrat d'enregistrement en 1968 avec la maison de disques A&M, propriété de Herb Alpert et Jerry Moss. Ils gravent alors leur premier single , Oh how she changed/Or Am I Dreaming, la face A est une composition de David Cousins et Tony Hooper ; elle réapparaitra sur leur premier album Strawbs en 1969.
Leur deuxième album Dragonfly sort en 1970 et inclut la violoncelliste Clare Deniz et le claviériste Rick Wakeman au piano sur une chanson, ainsi que Tony Visconti à la flûte à bec, le batteur Bjarne Rostvold ainsi que le guitariste soliste Paul Brett. C'est à partir de cet album que le son des Strawbs va évoluer pour aller de plus en plus vers le folk-rock. Le prochain album Just a Collection of Antiques and Curios est partiellement enregistré en concert au Queen Elizabeth Hall de Londres le 11 juillet 1970 et compte déjà des changements dans la formation du groupe, en effet la violoncelliste Clare Deniz et le contrebassiste Ron Chesterman ont quitté, Rick Wakeman se joint officiellement à la formation ainsi que le bassiste guitariste chanteur John Ford et le batteur Richard Hudson. En Juillet 1971, le troisième album des Strawbs sort sur le marché, From the Witchwood et le groupe part en tournée. À la suite de celle-ci, Rick Wakeman quitte et se joint à Yes, il sera remplacé par Blue Weaver du défunt groupe Amen Corner. En 1972, David Cousins enregistre son premier album solo, Two weeks last summer avec les guitaristes David Lambert et Miller Anderson, le bassiste Roger Glover de Deep Purple ainsi que Rick Wakeman venu prêter main-forte à David. Ces deux derniers se retrouveront à trois reprises sur des albums en duo, Hummingbird en 2002 ainsi que sur Wakeman and Cousins Live 1988 parut en 2005 et finalement sur Strawbs 40Th Anniversary Celebration: VOL 2: Rick Wakeman & Dave Cousins sorti en 2010. Dave sortira en tout 10 albums solo en plus de ceux avec les Strawbs, dont il aura été le seul membre constant durant toute leur carrière.
En 1980, Dave Cousins apparaît sur le premier album de Def Leppard, On Through the Night à la narration sur la pièce When the Walls Came Tumblin' Down.

## Discographie

### The Strawbs
- Voir la discographie sur le site officiel : http://www.strawbsweb.co.uk/albtrack/6973.asp

### Solo

#### Albums studio
- 1972 : Two Weeks Last Summer - Avec David Lambert, Roger Glover, Rick Wakeman, etc.
- 1974 : The Bridge - Avec Brian Willoughby, Chas Cronk, Mary Hopkin, Blue Weaver, Richard Hudson, Tony Fernandez, etc.
- 2005 : High Seas - Avec Conny Conrad, Rick Wakeman au piano sur Deep In The Darkest Night.
- 2007 : The Boy in the Sailor Suit
- 2008 : Secret Paths - Avec Chas Cronk et Melvin Duffy.

#### Albums live
- 1979 : Old School Songs - Avec Brian Willoughby.
- 2008 : Duochrome - Avec Ian Cutler au violon.
- 2015 : Moving Pictures

#### Cousins/Wakeman
- 2002 : Hummingbird  - Avec Ric Sanders, Chas Cronk, Tony Fernandez, etc.
- 2005 : Wakeman and Cousins Live 1988
- 2010 : Strawbs 40Th Anniversary Celebration: VOL 2: Rick Wakeman & Dave Cousins - CD + DVD - Evergreen avec Dave Lambert, Chas Cronk et The Royal Artillery Orchestra, arrangée et dirigée par Robert Kirby.

#### Compilation
- 1973 : Strawbs & Dave Cousins - Sampler japonais. Avec le même personnel que sur l'album solo de 1972, Two Weeks Last Summer, avec des extraits des albums des Strawbs Antiques And Curios et From The Witchwood.
- 2010 : 40th Anniversary Celebration - Vol 1: Strawberry Fayre - Contient des pièces rares et des inédits, tels que Dave Cousins & Blue Angel Orchestra, Dave Cousins & Sonja Kristina, Dave Cousins & Ian Cutler en plus de chansons des Strawbs.

### Collaborations
- 1966 : Songs of Ireland de Steve Benbow & Strawberry Hills Boys. - Avec David Cousins au banjo, Denny Wright à la guitare, Jack Fallon à la basse, Steve Benbow à la guitare et au chant et les Strawberry Hills Boys au chant. Label Monitor
- 1973 : The Six Wives of Henry VIII de Rick Wakeman - Banjo électrique sur Catherine Howard.
- 1980 : On Through the Night de Def Leppard - Narration sur When the Walls Came Tumblin' Down.
- 2005 : A Yorkshire Christmas par The Watersons - David Cousins a produit l'album. Enregistré en 1980.
- 2006 : The Witchwood Project Artistes Variés - Sampler incluant une chanson inédite des Strawberry Hills Boys, The Happiest Boy In Town ainsi que des chansons des Strawbs, Cousins & Conrad, Cousins & Wakeman, etc.

## Divers
- Songs of Ireland de Steve Benbow & Strawberry Hills Boys : http://www.theballadeers.com/eng/benb_1966_soi.htm
- Songs of Ireland de Steve Benbow & Strawberry Hills Boys : https://www.discogs.com/fr/Steve-Benbow-With-Strawberry-Hill-Boys-Songs-Of-Ireland/release/5376196
- Songs of Ireland de Steve Benbow & Strawberry Hills Boys : https://itunes.apple.com/gb/artist/steve-benbow/id272171263
- The Six Wives of Henry VIII de Rick Wakeman : https://www.discogs.com/fr/Rick-Wakeman-The-Six-Wives-Of-Henry-VIII/release/449189
- Strawbs & Dave Cousins : https://www.discogs.com/fr/Strawbs-Dave-Cousins-Strawbs-Dave-Cousins/release/6704085
- On Through the Night de Def Leppard : https://www.discogs.com/fr/Def-Leppard-On-Through-The-Night/release/2319621
- A Yorkshire Christmas par The Watersons : http://www.rambles.net/watersons_yorkshire05.html
- The Ferryman's Curse des Strawbs : http://www.strawbsweb.co.uk/albtrack/ferry/ferry.asp
- The Witchwood Project Artistes Variés : http://www.strawbsweb.co.uk/albtrack/projec/projec.asp